# Phare de Boca Chita Key
Le phare de Boca Chita Key (en anglais : Boca Chita Key Lighthouse) est un phare américain sur Boca Chita Key, dans le comté de Miami-Dade, en Floride. Protégé au sein du parc national de Biscayne, ce phare construit dans les années 1930 constitue une propriété contributrice au district historique de Boca Chita Key, un district historique inscrit au Registre national des lieux historiques depuis le 1er août 1997.